# Тюльпа, Леонид Матвеевич
Тюльпа Леонид Матвеевич (15 августа 1922, Глухов, Черниговская губерния — 1 марта 1994, Харьков) — советский и украинский архитектор. Заслуженный архитектор УССР (1970).

## Биография
Родился 15 августа 1922 года в городе Глухов (ныне в Сумской области).
В 1951 году окончил Харьковский инженерно-строительный институт (преподаватели А. Молокин, М. Мовшович).
С 1966 года — преподаватель, доцент Харьковского инженерно-строительного института, в 1976—1987 годах — заведующий кафедрой планирования и благоустройства городов.
Работал в проектных учреждениях Харькова, в «Харьковпроект». 
Умер 1 марта 1994 года года.

## Проекты
- Застройка центра Дружковки (1952);
- Дома райкомов Компартии Украины в Чугуеве и Золочеве (1954);
- Жилые дома по улице Кремлёвская в Кривом Роге (1954—1956);
- Генеральный план Харькова (1956, в соавторстве с О. Г. Крикиным, В. В. Домницким);
- Проекты микрорайонов (Салтовский и другие) в Харькове (1967—1975).

Автор статей по вопросам строительства и архитектуры.